# Agriocoma
Agriocoma är ett släkte av fjärilar. Agriocoma ingår i familjen plattmalar.

## Dottertaxa tillAgriocoma, i alfabetisk ordning[1]
- Agriocoma achatina
- Agriocoma acrocosma
- Agriocoma alexandra
- Agriocoma amphicrena
- Agriocoma anelicta
- Agriocoma anisodes
- Agriocoma araucana
- Agriocoma argyropa
- Agriocoma arista
- Agriocoma bourquiniella
- Agriocoma bruneri
- Agriocoma calidaria
- Agriocoma caprones
- Agriocoma captans
- Agriocoma catenella
- Agriocoma chaldaica
- Agriocoma chionastra
- Agriocoma chionopis
- Agriocoma christierella
- Agriocoma christiernana
- Agriocoma christiernella
- Agriocoma christiernini
- Agriocoma citrinalis
- Agriocoma citroclista
- Agriocoma citronota
- Agriocoma cnephaea
- Agriocoma comastis
- Agriocoma confinella
- Agriocoma constellata
- Agriocoma convexicostata
- Agriocoma crocatella
- Agriocoma cupreata
- Agriocoma cyanaspis
- Agriocoma cyathopa
- Agriocoma diplotrocha
- Agriocoma erotopis
- Agriocoma erythroleuca
- Agriocoma eurydryas
- Agriocoma euthyrsa
- Agriocoma fasciatipedella
- Agriocoma festicola
- Agriocoma frondana
- Agriocoma gnorisma
- Agriocoma habristis
- Agriocoma heliodepta
- Agriocoma heliomima
- Agriocoma heterochroma
- Agriocoma hydrogramma
- Agriocoma incensella
- Agriocoma incisa
- Agriocoma inguinaris
- Agriocoma intonans
- Agriocoma ioleuca
- Agriocoma isastra
- Agriocoma isodryas
- Agriocoma isophylla
- Agriocoma lecithitis
- Agriocoma leucothyrsa
- Agriocoma lichenista
- Agriocoma longimaculata
- Agriocoma loxochorda
- Agriocoma luridella
- Agriocoma luteola
- Agriocoma lydia
- Agriocoma militaris
- Agriocoma miltopa
- Agriocoma mimulina
- Agriocoma miniata
- Agriocoma mitis
- Agriocoma niphocycla
- Agriocoma obliquistriga
- Agriocoma ochracea
- Agriocoma oligarcha
- Agriocoma oriphanta
- Agriocoma orthochaeta
- Agriocoma persistis
- Agriocoma phlebodes
- Agriocoma phocodes
- Agriocoma pialea
- Agriocoma praeclivis
- Agriocoma prolectans
- Agriocoma psittacopa
- Agriocoma pyrarcha
- Agriocoma pyrocausta
- Agriocoma pyrrhotrota
- Agriocoma rhacina
- Agriocoma rhodopepla
- Agriocoma rhodosarca
- Agriocoma rhodosarea
- Agriocoma sarcodes
- Agriocoma satrapis
- Agriocoma saulopis
- Agriocoma subreticulata
- Agriocoma syntoma
- Agriocoma teganitis
- Agriocoma tenebralis
- Agriocoma thyridopa
- Agriocoma tunicata
- Agriocoma uberrima
- Agriocoma unilorata
- Agriocoma ustimacula
- Agriocoma vivida
- Agriocoma zelleri